# Francis G. Pease
Francis Gladheim Pease (14 de enero de 1881 – 7 de febrero de 1938) fue un astrónomo estadounidense.

## Semblanza
Pease se incorporó al Observatorio Yerkes en Wisconsin, donde trabajó como observador y como óptico. Allí  asistió a George W. Ritchey, quien construyó muchos de los primeros grandes telescopios reflectores de América. En 1908 pasó a ser astrónomo y constructor de instrumentos ópticos en el Observatorio del Monte Wilson. Entre sus diseños figuran el telescopio de 100 pulgadas (2500 mm) de aquel observatorio, y un interferómetro de 50 pies (15 m) que utilizó para medir diámetros de estrellas.
Durante mucho tiempo fue ayudante de Albert Michelson. En 1920, Michelson y Pease utilizaron el interferómetro estelar de Michelson unido al telescopio principal del Monte Wilson para medir el diámetro angular de la estrella Betelgeuse. Su estimación de 0.047" estaba muy próximo al valor que Eddington había pronosticado.
Posteriormente estuvo implicado en el diseño del telescopio Hale de 200 pulgadas (5100 mm) en el Observatorio de Monte Palomar. En 1928 hizo el primer descubrimiento de una nebulosa planetaria dentro de un cúmulo globular, más tarde llamado Pease 1.

## Eponimia
- El cráter lunar Pease lleva este nombre en su memoria.[1]